# Burton Hall
Burton Hall (Nassau, 10 december 1947) is een Bahamaans rechter. In eigen land klom hij op tot opperrechter en hoofd van het justitieel apparaat. In 2005 werd hij ernaast rechter ad litem en sinds 2009 is hij permanent rechter van het Joegoslaviëtribunaal.

## Levensloop
Hall studeerde rechten aan de University of the West Indies en behaalde zijn licentiaat (L1B) in 1974 en nog een vervolgcertificaat aan dezelfde universiteit in 1976. Datzelfde jaar werd hij opgenomen in de balie en trad hij aan als assistent-rechter bij het bureau van de procureur-generaal. Hier klom hij op tot hij in 1991 werd benoemd tot rechter van het hooggerechtshof waar hij rechtszaken voorzat op het gebied van strafrecht, burgerlijk recht, grondrechten en personen- en familierecht.
Vervolgens was hij van 1997 tot 2009 rechter van het Hof van Beroep. In deze periode werd hij in 1998 ernaast voorzitter van de nationale misdaadcommissie, en in 2001 lid van het Gerechtshof voor ambtenarenzaken van de Inter-Amerikaanse Ontwikkelingsbank. Hetzelfde jaar werd hij verder benoemd tot opperrechter en hoofd van het justitieel apparaat van zijn land.
In 2005 werd hij gekozen tot rechter ad litem van het Joegoslaviëtribunaal in Den Haag en vervolgens werd hij vanaf 2009 benoemd tot permanent rechter van het tribunaal. In maart 2013 legde hij als voorzittend rechter Stojan Župljanin (binnenlands minister van de Servische Republiek) en Mićo Stanišić (politieofficier) elk een gevangenisstraf op van tweeëntwintig jaar voor de oorlogsmisdrijven en misdrijven tegen de menselijkheid die zij in 1992 begingen. Sinds de start in juli 2013 is hij ook rechter van het Internationale Residumechanisme voor Straftribunalen.